# Randy Tate (Politiker)

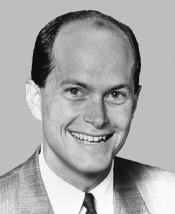
Randy Tate

Randy J. Tate (* 23. November 1965 in Puyallup, Washington) ist ein US-amerikanischer Politiker. Zwischen 1995 und 1997 vertrat er den Bundesstaat Washington im US-Repräsentantenhaus.

## Werdegang
Randy Tate besuchte zunächst das Tacoma Community College und studierte danach bis 1988 an der Western Washington University in Bellingham. Politisch wurde er Mitglied der Republikanischen Partei. Zwischen 1988 und 1994 saß er als Abgeordneter im Repräsentantenhaus von Washington.
Bei den Kongresswahlen des Jahres 1994 wurde Tate im neunten Wahlbezirk seines Staates in das US-Repräsentantenhaus in Washington, D.C. gewählt, wo er am 3. Januar 1995 die Nachfolge des Demokraten Mike Kreidler antrat. Da er bei den Wahlen des Jahres 1996 nicht bestätigt wurde, konnte er bis zum 3. Januar 1997 nur eine Legislaturperiode im Kongress absolvieren. 
Später wurde Randy Tate leitendes Mitglied der Christian Coalition of America.